# Metawithius parvus
Metawithius parvus är en spindeldjursart som först beskrevs av Beier 1930.  Metawithius parvus ingår i släktet Metawithius och familjen Withiidae. Inga underarter finns listade i Catalogue of Life.